# سانتا (داغستان)
سانتا (به لاتین: Santa) یک منطقهٔ مسکونی در روسیه است که در داغستان واقع شده‌است.